# Estación de Cabañas de Ebro
Cabañas de Ebro es una estación ferroviaria situada en el municipio español de Cabañas de Ebro en la provincia de Zaragoza, comunidad autónoma de Aragón. Dispone de servicios de Media Distancia operados por Renfe.

## Situación ferroviaria
La estación se encuentra en el punto kilométrico 29,9 de la línea férrea que une Casetas en Zaragoza con Bilbao a 219 metros de altitud. En este punto se sitúa también una variante que conecta directamente dicha línea con la Madrid-Barcelona y que enlaza con la estación de Grisén.

## Historia
La estación fue inaugurada el 18 de septiembre de 1861 con la apertura del tramo Tudela-Casetas de la línea férrea que pretendía unir Zaragoza con Navarra por parte de la Compañía del Ferrocarril de Zaragoza a Pamplona. Esta última no tardaría en unirse con la compañía del ferrocarril de Zaragoza a Barcelona, dando lugar a la Compañía de los Ferrocarriles de Zaragoza a Pamplona y Barcelona. El 1 de abril de 1878 su mala situación económica la forzó a aceptar una fusión con Norte. En 1941, la nacionalización del ferrocarril en España supuso la integración de Norte en la recién creada RENFE.
Desde el 31 de diciembre de 2004 Renfe explota la línea mientras que Adif es la titular de las instalaciones ferroviarias.

## La estación
Está situada al sur de la localidad concretamente en Ferozantes. El edificio para viajeros es una pequeña caseta de reciente construcción que sustituye al antiguo edificio para viajeros. Dispone únicamente de dos vías principales a las que acceden dos andenes laterales.
En sentido Este se halla el ramal que la comunica con el cambiador de ancho de via de Plasencia de Jalón. Este elemento permite a los trenes Alvia procedentes de Pamplona y Logroño. A partir del cambiador continúan por via de ancho internacional por Calatayud su viaje, sin pasar por Zaragoza-Delicias. Igual se aplica en sentido inverso.
En el lado Oeste, hay un ramal que conduce a una industria de fertilizantes y abonos, si bien no tiene uso.

## Servicios ferroviarios

### Media Distancia
El tráfico de Media Distancia con parada en la estación tiene como principales destinos Zaragoza, Castejón, Logroño y Pamplona.
| Línea MD | Trenes | Origen/Destino |  | Destino/Origen   |
| -------- | ------ | -------------- |  | ---------------- |
| 22       | RE     | Zaragoza       |  | Logroño Castejón |
| 26       | RE     | Zaragoza       |  | Pamplona         |